# Приморский ИТЛ Дальстроя
Приморский ИТЛ Дальстроя (Приморлаг, Примлаг, Приморское ЛО) — первоначально лаготделение, реорганизованное между 1951 и 1952 годом в исправительно-трудовой лагерь в подчинении Дальстроя (1951—1952), УСВИТЛ (1953).
Впервые упоминается 1 февраля 1951 года. Согласно приказу МВД № 0959 от 14.08.1952 года Приморский ИТЛ был образован в 1952 году. Реорганизован из лаготделения в исправительно-трудовой лагерь между 22 мая 1951 года и 1 июня 1952 года. Располагался по адресу: Приморский край, бухта Находка, п/я АВ-261/98. Производственная деятельность: строительство складов, погрузочно-разгрузочные, сельскохозяйственные и ремонтные работы, работа в бондарно-ящичном цехе. Последний раз упоминается 1 августа 1953 года, в списке лагерей УСВИТЛа от 3 сентября 1953 года Приморский ИТЛ отсутствует. Архив хранится в УИТЛК УМВД по Приморскому краю.
Численность лагеря:
- 22 мая 1951 года — 3635 человек
- 1 сентября 1951 года — 4337 человек, в том числе 1532 женщины
- 1 июня 1952 года — 3760 человек, в том числе 1999 женщин
- 1 августа 1953 года — 2658 человек[1].